# F.E.A.R.
F.E.A.R.(피어)는 모놀리스 프로덕션스가 개발한 1인칭 슈팅 서바이벌 호러 비디오 게임 시리즈이다. F.E.A.R., F.E.A.R. 2: 프로젝트 오리진, F.E.A.R. 3 등 3개의 주요 게임 및 추가 확장팩이 존재한다. F.E.A.R. 익스트랙션 포인트와 F.E.A.R. 페르세우스 맨데이트는 시에라 엔터테인먼트를 통해 비방디 게임스에 의해 배급되었으며 나머지 게임들은 워너 브라더스 인터랙티브 엔터테인먼트가 배급을 맡았다. 이 시리즈는 호러 게임플레이와 그 주인공 알마 웨이드로 알려져 있다.

## 게임
- F.E.A.R. (비디오 게임)
- F.E.A.R. 익스트렉션 포인트
- F.E.A.R. 페루세우스 맨데이트
- F.E.A.R. 파일스(F.E.A.R. Files): 익스트렉션 포인트와 페르세우스 맨데이트가 포함된 합본. 엑스박스 360 전용으로, 2007년 11월 출시되었다.
- F.E.A.R. 2: 프로젝트 오리진
- F.E.A.R. 2: 리본
- F.E.A.R. 3
- F.E.A.R. 온라인

## 평가
| 게임                       | 메타크리틱                 |
| -------------------------- | -------------------------- |
| F.E.A.R.                   | (PC) 88 (X360) 85 (PS3) 72 |
| F.E.A.R. Extraction Point  | (PC) 75 (X360) 66          |
| F.E.A.R. Perseus Mandate   | (PC) 61 (X360) 66          |
| F.E.A.R. 2: Project Origin | (PS3) 79 (PC) 79 (X360) 77 |
| F.E.A.R. 2: Reborn         | (X360) 57                  |
| F.E.A.R. 3                 | (X360) 75 (PS3) 74 (PC) 74 |

출시 후 F.E.A.R. 시리즈는 메타크리틱에 따르면 대체로 긍정적인 평가를 받았다.